# 村上彩
村上 彩（むらかみ あや、1992年3月17日 - ）は、日本の女性総合格闘家。徳島県阿南市出身。修斗GYM東京、CARPE DIEM MITA（BJJ）所属。元DEEP JEWELSミクロ級王者。

## 来歴

### DEEP JEWELS
2020年10月31日、28歳で総合格闘技デビューとなったDEEP JEWELS 30で須田萌里を相手にプロデビューを果たした。練習中の負傷したため欠場したリオンの代わりを務めた。2Rを戦った後に判定となり、1人が20–18で村上、2人が19–19で引き分けとし、試合は多数決で判定勝ちとなったが、ルールにより勝利となった。
2021年6月20日、DEEP JEWELS 33の準決勝で青野ひかると対戦する予定だった。2021年5月5日に病気のため入院したため、試合を棄権した。
2021年9月4日、DEEP JEWELS 34でちびさいKYOKAと対戦し、腕ひしぎ十字固めで1R一本勝ち。
2021年12月11日、DEEP JEWELS 35で古瀬美月と対戦し、腕ひしぎ十字固めで1R一本勝ち。
2022年9月11日、DEEP JEWELS 38で須田萌里と再戦し、両者のプロデビュー戦ではともに判定勝ちを収めていたが、判定負けを喫した。
2022年12月11日、DEEP 111でNISSE にっせーと対戦し、判定勝ちを収めた。

#### DEEP JEWELSミクロ級王座獲得
2023年9月10日、DEEP JEWELS 42でDEEP JEWELSミクロ級王者のアム・ザ・ロケットと対戦し、判定勝ちを収めDEEP JEWELSミクロ級王座を獲得した。
2024年5月26日、DEEP JEWELS 45でDEEP女子ミクロ級王者の大島沙緒里とDEEP&DEEP JEWELSミクロ級ダブルタイトルマッチに挑戦し、TKOで1R一本負けを喫した。
2024年9月8日、DEEP JEWELS 46で桐生祐子と対戦し、腕ひしぎ十字固めで2R一本勝ち。

### 修斗
2025年5月18日、修斗2025 Vol.4で無敗のerikaと対戦し、判定負けを喫した。
2025年7月21日、修斗2025 Vol.6で片山智絵と対戦し、腕ひしぎ十字固めで2R一本勝ち。

## 戦績

### 総合格闘技
| 総合格闘技 戦績 | 総合格闘技 戦績 | 総合格闘技 戦績 | 総合格闘技 戦績 | 総合格闘技 戦績 | 総合格闘技 戦績 | 総合格闘技 戦績 |
| --------------- | --------------- | --------------- | --------------- | --------------- | --------------- | --------------- |
| 12 試合         | (T)KO           | 一本            | 判定            | その他          | 引き分け        | 無効試合        |
| 9 勝            | 0               | 5               | 4               | 0               | 0               | 0               |
| 3 敗            | 1               | 0               | 2               | 0               | 0               | 0               |

| 勝敗 | 対戦相手           | 試合結果                 | 大会名                                                          | 開催年月日     |
|      | 嶋屋澪             | 試合前                   | 修斗2025 Vol.7                                                  | 2025年9月21日  |
| ○    | 片山智絵           | 2R 4:49 腕ひしぎ十字固め | 修斗2025 Vol.6                                                  | 2025年7月21日  |
| ×    | erika              | 5分2R終了 判定0-2        | 修斗2025 Vol.4                                                  | 2025年5月18日  |
| ○    | 桐生祐子           | 2R 4:49 腕ひしぎ十字固め | DEEP JEWELS 46                                                  | 2024年9月8日   |
| ×    | 大島沙緒里         | 1R 3:05 TKO（パウンド）  | DEEP JEWELS 45 【DEEP&DEEP JEWELSミクロ級ダブルタイトルマッチ】 | 2024年5月26日  |
| ○    | アム・ザ・ロケット | 5分3R終了 判定5-0        | DEEP JEWELS 42 【DEEP JEWELSミクロ級タイトルマッチ】            | 2023年9月10日  |
| ○    | サダエ☆マヌーフ    | 5分2R終了 判定3-0        | DEEP OSAKA IMPACT 2023                                          | 2023年4月2日   |
| ○    | NISSE にっせー     | 5分2R終了 判定3-0        | DEEP 111                                                        | 2022年12月11日 |
| ×    | 須田萌里           | 5分3R終了 判定0-3        | DEEP JEWELS 38                                                  | 2022年9月11日  |
| ○    | 古瀬美月           | 1R 4:58 腕ひしぎ十字固め | DEEP JEWELS 35                                                  | 2021年12月11日 |
| ○    | 玉田育子           | 1R 3:33 腕ひしぎ十字固め | DEEP TOKYO IMPACT 2021                                          | 2021年10月17日 |
| ○    | ちびさいKYOKA      | 1R 4:16 腕ひしぎ十字固め | DEEP JEWELS 34                                                  | 2021年9月4日   |
| ○    | 須田萌里           | 5分2R終了 判定3-0        | DEEP JEWELS 30                                                  | 2020年10月31日 |

## 獲得タイトル
- 日本ブラジリアン柔術連盟
  - 第20回全日本ブラジリアン柔術選手権 女子アダルト黒帯ライトフェザー級 3位[22]
  - 第17回全日本マスター柔術選手権 女子マスター1黒帯ライトフェザー級 3位[23]
  - 第22回全日本ブラジリアン柔術選手権 女子アダルト黒帯ルースター級 準優勝[24]
  - 第25回全日本ブラジリアン柔術選手権 女子アダルト黒帯ライトフェザー級 3位[25]
- DEEP JEWELS
  - 第2代DEEP JEWELSミクロ級王者（2023年）
- ADCC（Abu Dhabi Combat Club）
  - ADCC Japan Tokyo OPEN 2025 PROFESSIONAL / -55 kg優勝[26]